# UMP cinasa
La UMP cinasa (número EC 2.7.4.22) es una enzima que cataliza la reacción:
ATP + UMP {\displaystyle \rightleftharpoons } ADP + UDP
Esta enzima es estrictamente específica para el UMP como sustrato y es usada por los procariotas para la síntesis de las pirimidinas. Los eucariotas en cambio utilizan la enzima de doble especificidad citidilato kinasa con el mismo propósito. La UDP cinasa está sujeta a retroregulación, inhibida por UTP y activada por GTP.

## Relación evolutiva
La UMP cinasa de las levaduras pertenece a la familia de las adenilato cinasas. Se han encontrado otras dos enzimas relacionadas evolutivamente con la UMP cinasa, éstas son:
- La citada adenilato cinasa (AK) que cataliza la transferencia de un grupo fosfato desde el ATP al AMP para formar ADP.

ATP + AMP {\displaystyle \rightleftharpoons } 2 ADP
- La citidilato cinasa del moho mucilaginoso que cataliza la transferencia de un grupo fosfato desde el ATP al CMP o UMP para formar CDP o UDP, y ATP.

ATP + CMP {\displaystyle \rightleftharpoons } ADP + CDP o ATP + UMP {\displaystyle \rightleftharpoons } ADP + UDP
Bastantes regiones de las enzimas de la familia AK están bien conservadas, incluyendo los dominios de unión del ATP.